# 남봉진
남봉진(南鳳振, 1921년 ~ 2008년)은 대한민국의 제12대 경기도지사이다. 본관은 영양.

## 학력
- 경북대학교

## 경력
- 1968년 9월 4일 ~ 1971년 6월 12일 : 제12대 경기도지사
- 능원기업 사장

## 가족
- 아들 : 남순철 (시그마지오 대표)
- 아들 : 남순호 (연세대 의대 교수)
- 아들 : 남순성 (이제이텍 대표)
- 딸 : 남은숙 (한림대 의대 교수)
- 사위 : 지정석 (화광실업 대표)